# 新竜県
新竜県（しんりゅう-けん、ニャロン、nyag rong）は中国四川省カンゼ・チベット族自治州中部に位置する県。

## 地理
チベット高原の東部に位置する、高山と峡谷を中心とする地勢の県で、特に沙魯里山脈の北部が走る。雅礱江が北から南へ貫き、途中多くの支流が合流する。海抜は雅礱江の峡谷の底の2,760mより沙魯里山の高峰の5,992mまでにわたる。
ニャロンは鉱物資源が豊富で、なかでも金鉱は著名であり「瞻金」（「瞻」はニャロンの旧名の「瞻対」より）として知られる。ラサの著名な仏教寺院の仏像を金で飾るために瞻金が供出されてきた。

## 歴史
19世紀半ばにニャロンの首長ゴンポ・ナムギャル（グンポナムギャル）がニャロンの反乱を起こし、一時的に東チベット全域を制圧している。ニャロンの反乱で制圧された十八諸侯とよばれるカム地方の領主たちは、成都の四川総督を介して兵部から冊封を受ける立場にあり、清としてはこれを反乱軍から救援する義務を負っていたが、太平天国の戦いに軍事力を割かなければならなかったためカムを支援する余裕がなかった。
このため、ガンデンポタン・チベット政府が清の代わりにグンポナムギャルを打倒し、カムの十八諸侯を原状復帰させたが、清にはガンデンポタンに戦費を支払う余裕もなかったため、その代償として、ガンデンポタンがグンポナムギャルの本拠だったニャロンを接収することを認めた。ガンデンポタンはニャロンに「ニャロン総督」（ニャロン・チキャプ）を派遣し、直轄地として支配した。これによりガンデンポタンの勢力圏は、ディチュ河を越えて東方に拡大し、従来名目的には四川省に帰属していたカム地方東部の諸侯にもつよい影響力を発揮するようになった。
チベット語名の「梁茹」は森林の間の峡谷を意味する。かつては「瞻対」と呼ばれ、鉄を打って塊にすることを意味した。1950年に中国共産党政府により「解放」され1951年に瞻化県が置かれたが、後に新竜と改名されている。

## 行政区画
| 区分 | 数 | 名称                                                  |
| ---- | -- | ----------------------------------------------------- |
| 鎮   | 6  | 茹龍 拉日馬 大蓋 通霄 色威 尤拉西                     |
| 郷   | 10 | 沙堆 繞魯 博美 子拖西 和平 洛古 雄龍西 麻日 友誼 銀多 |

## 健康・医療・衛生
- 新竜県人民医院

## 出身人物
- ペマ・ギャルポ
- アデ・タポンツァン